# Paraserpusilla
Paraserpusilla is een geslacht van rechtvleugeligen uit de familie veldsprinkhanen (Acrididae). De wetenschappelijke naam van dit geslacht is voor het eerst geldig gepubliceerd in 1962 door Dirsh.

## Soorten
Het geslacht Paraserpusilla  is monotypisch en omvat slechts de volgende soort:
- Paraserpusilla furcata (Dirsh, 1962)